# Mine (песня Тейлор Свифт)
«Mine» — песня американской кантри и поп-певицы и автора песен Тейлор Свифт с её третьего студийного альбома Speak Now (2010). Песня была написана самой певицей, а сопродюсером стал Нэтан Чапман.
Песня и видеоклип имели значительную популярность и положительные отзывы. 8 июня 2011 года видеоклип песни получил престижную премию «Лучшее видео года» (Video of the Year) на ежегодной церемонии «The 2011 CMT Music Awards» канала Country Music Television. 15 мая 2012 года певица за песню «Mine» была удостоена премии для авторов-песенников BMI Pop Awards (The 60th annual BMI Pop Awards, номинация «Award-Winning Songs»). Сингл вошёл в десятку лучших хитов в Австралии, Канаде, США, Японии, занял № 1 в Adult Contemporary и № 2 в Country Songs и был сертифицирован в платиновом статусе в США и Канаде.

## История
«Mine» один из 14 треков с альбома Speak Now, написанных самой Тейлор Свифт. Она также стала сопродюсером вместе с Nathan Chapman. Первоначально выход планировался на 16 августа 2010. Однако, после утечки неавторизованного низкокачественного файла в сеть, фирма грамзаписи Big Machine Records решила ускорить этот процесс и выпустила песню на кантри-радио и на iTunes на 12 дней раньше запланированного срока, 4 августа 2010 года.

## Композиция
«Mine» — песня в стиле кантри-поп с элементами мейнстримной поп-музыки. В газете Los Angeles Daily News Сэм Гнерре охарактеризовал песню как смесь кантри и поп-рока.

## Отзывы
Песня получила в основном положительные отзывы музыкальных изданий и критиков: Rolling Stone, Roughstock, Digital Spy, Chicago Tribune, Daily News.

## Коммерческий успех
В США ещё за два дня до официального релиза стало ясно, что «Mine» выйдет тиражом около 350,000 цифровых загрузок и возможно, дебютирует в лучшей тройке Billboard Hot 100. В неделю, оканчивающуюся на 21 августа 2010, песня дебютировала на № 1 в Hot Digital Songs с тиражом в 297,000 цифровых загрузок, которые и вывели её на третье место в основном общенациональном хит-параде США Billboard Hot 100. Это сделало Тейлор Свифт второй в истории Hot 100 певицей с несколькими треками, дебютировавшими в Top-5 за один календарный год (первой была Mariah Carey). С 297,000 загрузками «Mine» стал 8-м в списке цифровых бестселлеров-дебютантов недели и 4-м лучшим в 2010 году.
«Mine» также стала № 1 в Adult Contemporary, № 7 в Adult Pop Songs и № 12 в Pop Songs..
29 ноября 2011 песня была сертифицирована в 2-кр платиновом статусе RIAA. К августу 2012, «Mine» имела тираж 2,081,000 копий в США, став 5-м самым успешным синглом Тейлор Свифт на ту дату.
«Mine» имела сравнительно неплохой успех и за пределами США. Она дебютировала и достигла № 7 в Канадском чарте с тиражом 15,000 цифровых загрузок к 2 августа 2010. Она была сертифицирована в платиновом статусе Music Canada.
22 августа 2010 года песня вошла в хит-парад Австралии Australia, дойдя в нём до № 9. Она была сертифицирована в золотом статусе Australian Recording Industry Association (ARIA) за тираж, превысивший 35,000 копий.
9 августа 2010 года сингл дебютировал на № 30 в Новой Зеландии, через неделю достигнув места № 16. 30 октября 2010 года сингл достиг № 30 в Великобритании. В Ирландии он достиг № 38. В континентальной Европе «Mine» имел такие показатели: № 70 в объединённом европейском хит-параде Eurochart Hot 100 Singles, № 48 в Бельгии (Flanders) и № 48 в Швеции.

## Концертные исполнения
11 июня 2010 года Свифт впервые исполнила песню на небольшом, интимном концерте, который затем транслировался в рамках CMA Music Festival: Country’s Night to Rock на ABC 1 сентября 2010 года.
Песня «Mine» была исполнена в качестве «песни-сюрприза» на концертах в Индианаполисе и Сайтаме во время The Red Tour; а 8 декабря 2015 года Свифт посвятила акустическое исполнение песни 17-летней Рейчел Эрландсен, которая погибла в автокатастрофе, не успев посетить австралийский этап мирового тура Свифт The 1989 World Tour в Брисбене. Она также исполняла «Mine» в качестве «песни-сюрприза» в сетлисте более поздних туров, таких как Reputation Stadium Tour в (Луисвилл, июнь 2018 года) и Eras Tour (Нашвилл, май 2023 года).

## Награды и номинации
| Год  | Организация                     | Награда/работа                 | Результат | Ссылка |
| ---- | ------------------------------- | ------------------------------ | --------- | ------ |
| 2011 | Billboard Music Awards          | Top Country Song               | Номинация | [ 37 ] |
| 2011 | BMI Country Awards              | Publisher of the Year          | Победа    | [ 38 ] |
| 2011 | BMI Country Awards              | Award-Winning Songs            | Победа    | [ 38 ] |
| 2011 | CMT Music Awards                | Video of the Year              | Победа    | [ 39 ] |
| 2011 | CMT Music Awards                | Female Video of the Year       | Номинация | [ 39 ] |
| 2011 | CMT Music Awards                | Web Video of the Year          | Номинация | [ 39 ] |
| 2011 | Much Music Video Awards         | Most Watched Video of the Year | Номинация | [ 40 ] |
| 2011 | Nickelodeon Kids' Choice Awards | Favorite Song                  | Номинация | [ 41 ] |
| 2011 | Teen Choice Awards              | Choice Love Song               | Номинация | [ 42 ] |
| 2012 | BMI Pop Awards                  | Award-Winning Songs            | Победа    | [ 43 ] |

## Музыкальное видео
Режиссерами сопровождающего клипа на песню «Mine» выступили сама Свифт и Роман Уайт, который был режиссером предыдущих клипов Свифт, таких как «You Belong with Me» и «Fifteen», а Свифт впервые стала режиссёром клипа. Уайт объяснил, что в видео «много путешествий во времени, что объясняет, как эти два ребенка в конце концов обзавелись собственными детьми».
В клипе снялись дочери двух профессиональных рестлеров и чемпионов: Jaclyn Jarrett (подруга самой Тейлор и дочь чемпиона мира Джеффа Джарретта, сыгравшая певицу в молодости) и Kyra Angle (дочь олимпийского чемпиона по вольной борьбе Курта Энгла). Музыкальное видео было снято в небольшом посёлке Кеннебанкпорт в округе Йорк штата Мэн, США.
Одну из основных ролей в клипе сыграл британский актёр Тоби Хемингуэй. Премьера клипа прошла 27 августа 2010 на кантри-канале Country Music Television (CMT) в специальной получасовой передаче с показом закулисных сцен процесса создания видео.
Тейлор Свифт потом вернулась в Кеннебанкпорт для премьеры клипа и чтобы встретиться с местным населением. Во встречи участвовало около 800 человек, включая бывшего 41-го президента США Джорджа Буша-старшего, привезённого своим внуком посмотреть на певицу.

## Список композиций
- Digital download[6]

1. «Mine» — 3:49

- European Digital download/UK digital download 1[53][54]

1. «Mine» — 3:49

- UK digital download 2[55]

1. «Mine» — 3:49
2. «Mine» (Music Video) — 3:55

- Pop Mix digital download[56][57]

1. «Mine» (Pop Mix Version) — 3:50

- German/UK CD single[58][59]

1. «Mine» — 3:49
2. «Mine» (US version) — 3:51

## Чарты и сертификации
| Чарт (2010)                                 | Высшая позиция |
| ------------------------------------------- | -------------- |
| Австралия (ARIA)                            | 9              |
| Бельгия/Фландрия (Ultratip Bubbling Under)  | 48             |
| Канада (Billboard Canadian Hot 100)         | 7              |
| Европа (Billboard European Hot 100 Singles) | 70             |
| Германия (GfK)                              | 57             |
| Венгрия (Rádiós Top 40)                     | 13             |
| Ирландия (IRMA)                             | 38             |
| Италия (FIMI)                               | 34             |
| Япония (Billboard Japan Hot 100)            | 6              |
| Новая Зеландия (Recorded Music NZ)          | 16             |
| Словакия (Rádio — Top 100)                  | 76             |
| Spanish Airplay Chart                       | 19             |
| Швеция (Sverigetopplistan)                  | 48             |
| Великобритания (OCC UK Singles)             | 30             |
| США (Billboard Hot 100)                     | 3              |
| США (Billboard Hot Country Songs)           | 2              |
| США (Billboard Pop Airplay)                 | 12             |
| США (Billboard Adult Contemporary)          | 1              |
| США (Billboard Adult Pop Airplay)           | 7              |

| Чарт (2010)                  | Позиция |
| ---------------------------- | ------- |
| Australian Singles Chart     | 86      |
| Hungarian Airplay Chart      | 69      |
| Japanese Top 100             | 39      |
| Canadian Hot 100             | 51      |
| US Billboard Hot 100         | 46      |
| US Country Songs (Billboard) | 38      |

| Регион | Сертификация  | Продажи   |
| --- | ------------- | --------- |
| Австралия (ARIA) | 3× Платиновый | 210 000   |
| Канада (Music Canada) | Платиновый    | 80 000*   |
| Япония (RIAJ) | Золотой       | 100 000*  |
| Новая Зеландия (RMNZ) | Золотой       | 7500*     |
| Великобритания (BPI) | Серебряный    | 200 000   |
| США (RIAA) | 3× Платиновый | 3 000 000 |
| * Данные о продажах приведены только на основе сертификации. · Данные о продажах + прослушиваниях приведены только на основе сертификации. |               |           |

## «Mine (Taylor’s Version)»
Подписав новый контракт с Republic Records, Свифт начала перезаписывать свои первые шесть студийных альбомов в ноябре 2020 года. Это решение было принято после публичного спора между Свифт и менеджером талантов Скутером Брауном, который в 2019 году приобрел Big Machine Records, включая выпущенные лейблом мастера альбомов Свифт. Перезаписав свой каталог, Свифт получила полное право собственности на новые мастер-записи, включая лицензирование авторских прав на ее песни, что обесценило старые мастера, принадлежавшие Big Machine.
Перезаписанная версия песни «Mine» под названием «Mine (Taylor’s Version)» была выпущена 7 июля 2023 года на лейбле Republic Records в рамках альбома Speak Now (Taylor’s Version), третьего перезаписанного альбома Свифт. 24 июня, за 13 дней до выхода альбома, Свифт представила фрагмент песни «Mine (Taylor’s Version)» в социальных сетях. Песня «Mine (Taylor’s Version)» сохранила текст оригинальной записи и аранжировку с влиянием кантри, но стала более поп-ориентированной и получила более качественное исполнение с более насыщенным вокалом. В перезаписанном треке Свифт поёт без кантри-тванга, который присутствовал в оригинале.

### Чарты
| Чарт (2023)                              | Высшая позиция |
| ---------------------------------------- | -------------- |
| Австралия (ARIA)                         | 10             |
| Канада (Billboard Canadian Hot 100)      | 15             |
| Мир (Billboard Global 200)               | 13             |
| Ирландия (IRMA)                          | 9              |
| Малайзия (Billboard)                     | 21             |
| Малайзия (International, RIM)            | 15             |
| Новая Зеландия (Recorded Music NZ)       | 11             |
| Филиппины (Billboard)                    | 2              |
| Сингапур (RIAS)                          | 8              |
| Великобритания (UK Streaming Chart, OCC) | 28             |
| США (Billboard Hot 100)                  | 15             |
| США (Billboard Hot Country Songs)        | 4              |

## История выхода
| Страна         | Дата            | Формат           | Лейбл               |
| -------------- | --------------- | ---------------- | ------------------- |
| США            | 4 августа 2010  | Digital download | Big Machine Records |
| США            | 24 августа 2010 | Mainstream radio | Big Machine Records |
| США            | 27 августа 2010 | Music video      | Big Machine Records |
| Европа         | 31 августа 2010 | Digital download | Big Machine Records |
| Великобритания | 31 августа 2010 | Digital download | Big Machine Records |
| Великобритания | 18 октября 2010 | CD single        | Big Machine Records |
| Германия       | 22 октября 2010 | CD single        | Big Machine Records |